# Камаганська сільська рада (Білозерський район)
Камага́нська сільська рада (рос. Камаганский сельский совет) — сільське поселення у складі Білозерського району Курганської області Росії.
Адміністративний центр — село Великий Камаган.
Населення сільського поселення становить 254 особи (2017; 342 у 2010, 559 у 2002).

## Склад
До складу сільського поселення входять:
| Населений пункт       | Населення, осіб (2002) | Населення, осіб (2010) |
| --------------------- | ---------------------- | ---------------------- |
| Великий Камаган, село | 536                    | 342                    |
| Козлова, присілок     | 23                     | -                      |
| Сорокина, присілок    | -                      | -                      |